# Google Checkout
Google Checkout — сервис обработки онлайновых платежей, предоставляемый компанией Google и имеющий целью упростить процесс оплаты онлайновых покупок. Платёжная система Google Checkout позволяет пользователям совершать интернет-покупки без необходимости неоднократного ввода информации о своей кредитной карте. Веб-разработчики могут использовать данный сервис в качестве одной из форм оплаты.
Работа сервиса основана на привязке данных кредитной карты покупателя к аккаунту Google, после чего владелец аккаунта получает возможность произвести покупку на сайтах, поддерживающих Google Checkout. На 3 октября 2007 года поддерживается работа с картами платежных систем Visa, MasterCard, American Express и Diners Club.
Ввод информации о кредитных картах, также как и совершение покупки, производятся на сайте Google Checkout, таким образом уменьшая возможность мошенничества со стороны продавца.
Для продавцов Google Checkout предоставляет различные способы интеграции с интернет-магазинами, включая API на основе XML.
В 2006 году eBay, владелец платёжной системы PayPal, добавил Google Checkout в список запрещённых сервисов оплаты.
Сервис работает с 2006 года в США и с 2007 года в Великобритании.